# PlanetLab
PlanetLab je počítačová síť sloužící pro výzkum distribuovaných systémů, síťových aplikací a podobně. Její uzly jsou rozloženy globálně po planetě, čímž umožňují testování v reálném prostředí celosvětového Internetu. Projekt PlanetLab byl odstartován v roce 2002 několika americkými univerzitami a v červnu 2010 čítal 1089 uzlů. Jediný český uzel je v současné době (leden 2007) na CESNETU.
Do sítě mají přístup pouze instituce, které se do projektu samy zapojí. Jsou to hlavně univerzity a vědecká pracoviště, ale i vývojová centra velkých firem. Každý uživatel má možnost si z uzlů PlanetLabu vytvořit síť, na které bude testovat určitý svůj projekt, přičemž projektů je dnes již velké množství. Jedním z nich je například OceanStore, který se zabývá distribuovaným ukládáním dat. Svůj projekt mají i společnosti jako je Google nebo Intel, který měl například v síti testovat prostředí pro zapojení webkamer až 350 miliónů lidí.